# Schlacht bei Mühlberg
In der Schlacht bei Mühlberg (auch als Schlacht auf der Lochauer Heide bekannt) besiegte das Heer Kaiser Karls V. am 24. April 1547 die Truppen des Schmalkaldischen Bundes. Der Führer der Protestanten, Kurfürst Johann Friedrich von Sachsen, geriet in Gefangenschaft. Damit war der Schmalkaldische Krieg für den Kaiser gewonnen.

## Verlauf der Schlacht

Kaiser Karl V. nach der Schlacht bei Mühlberg, Gemälde von Tizian

Die protestantischen Truppen, bestehend aus etwa 7.000 Soldaten unter Führung des Kurfürsten Johann Friedrich von Sachsen, wurden in ihrem Feldlager bei Mühlberg überrascht. Sie befanden sich nördlich der Elbe auf dem Marsch von Meißen über Mühlberg und Torgau nach Wittenberg. Am Morgen des 24. April bereiteten sie sich gerade auf den Weitermarsch in Richtung Wittenberg vor. Nur einige Wachen und Geschützstellungen sicherten das Lager zur Elbe hin, weil der Übergang der kaiserlichen Truppen über den Fluss nicht unmittelbar erwartet wurde. Der sächsische Kurfürst wähnte die Lage unter Kontrolle, denn er nahm mit den meisten seiner Offiziere an einem evangelischen Gottesdienst in einem der Zelte teil.
Inzwischen hatten spanische Soldaten aus dem Heer Karls V. teils schwimmend, teils an einer Furt den breiten Fluss überquert. Es kam zu Gefechten. Die wenigen kursächsischen Wachsoldaten zogen sich kämpfend auf das Feldlager zurück. Kurfürst Johann Friedrich gab den Befehl zum Rückzug, weil sein kleines Heer den 17.000 Fußsoldaten und 10.000 Reitern der katholischen Streitmacht nicht gewachsen war. Aber es sollte nicht mehr gelingen, die stark befestigten kursächsischen Städte Torgau oder Wittenberg zu erreichen. Vielmehr wurden die protestantischen Truppen an Ort und Stelle vernichtend geschlagen.
In einem Wäldchen bei Falkenberg umzingelten spanische und ungarische Husaren zusammen mit neapolitanischen schweren Reitern den Kurfürsten. Er wehrte sich und wurde durch einen Säbelhieb im Gesicht verletzt, dann gefangen genommen und zunächst vor den Herzog von Alba, schließlich vor den Kaiser selbst geführt.

## Folgen der Schlacht
- Die Niederlage bei Mühlberg bedeutete das Ende des Schmalkaldischen Bundes. Die Wittenberger Kapitulation beendete am 19. Mai 1547 den Schmalkaldischen Krieg.

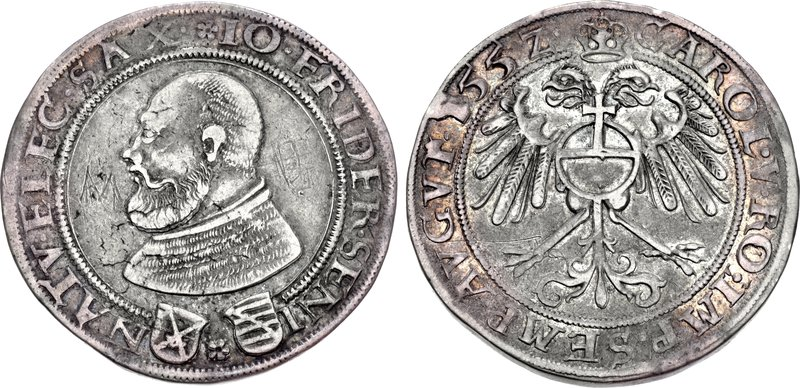
Taler Johann Friedrichs des Großmütigen nach seiner Gefangenschaft von 1552. Sein Titel auf dem Taler wurde nun mit NATV(s) ELEC(tor) = geborener Kurfürst ergänzt. Statt des sächsischen Gesamtwappens ist der Doppeladler zu sehen.

- Johann Friedrich verlor die Kurwürde und große Teile seiner Länder an den mit Karl V. verbündeten Herzog Moritz von Sachsen. Den Ernestinern blieben nur die Besitzungen in Thüringen (Naumburger Vertrag).
- Es entstand das Herzogtum Sachsen oder das sächsisch-ernestinische Gesamthaus, das die Zeit von 1547 bis 1572 in den verbliebenen thüringischen Besitzungen der Ernestiner umfasste. Das ist die Zeit nach der Schlacht bei Mühlberg bis zur Landesteilung des ernestinischen Herzogtums in Sachsen-Coburg-Eisenach und Sachsen-Weimar (Sachsen-alt-Weimar) im Jahr 1572. (Siehe dazu die Münzgeschichte des Herzogtums Sachsen (1547–1572) und die Münzgeschichte des Hauses Sachsen-Weimar (1572–1870))[2]
- Es kam zur endgültigen Münztrennung zwischen den Ernestinern und den Albertinern.
- Auf dem so genannten geharnischten Reichstag zu Augsburg mussten sich die unterlegenen protestantischen Fürsten und Städte das Augsburger Interim diktieren lassen.
- König Ferdinand I., der seinem Bruder gegen die deutschen Protestanten beigestanden hatte, bekam nun freie Hand für die Niederschlagung des gegen ihn gerichteten böhmischen Ständeaufstands.
- Nebenbei bestrafte er im Oberlausitzer Pönfall die angeblich ungehorsamen Oberlausitzer Städte, deren Truppen sich nach der abgelaufenen Werbungsfrist am 23. April 1547 aufzulösen begannen und deshalb am folgenden Tag nicht mehr für die Schlacht zur Verfügung standen.
- Die von kursächsischen Truppen besetzte Klosterherrschaft Dobrilugk wurde wieder mit der Niederlausitz vereinigt.

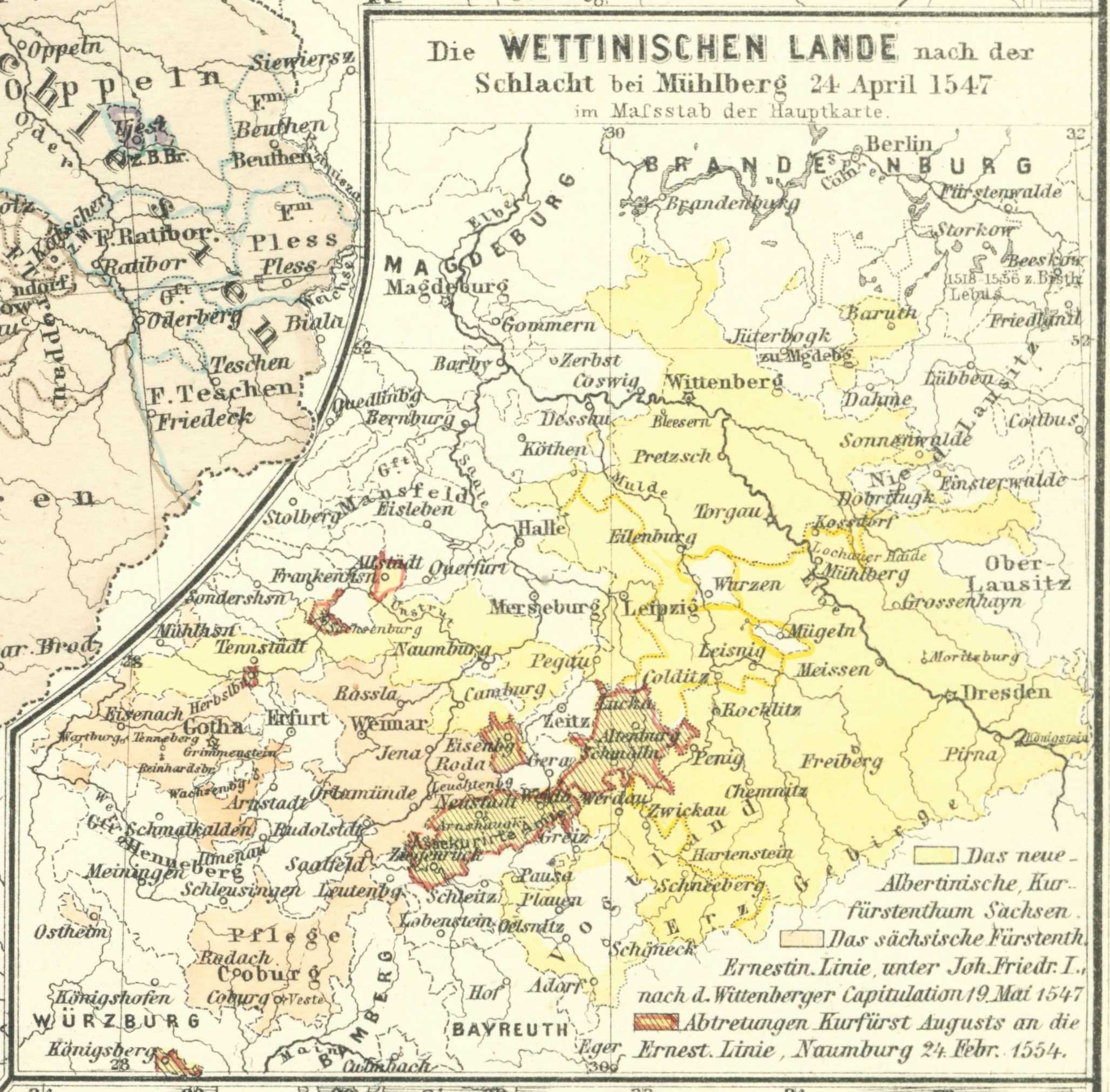
Die Wettinischen Lande nach der Schlacht von Mühlberg (Karte von 1875)
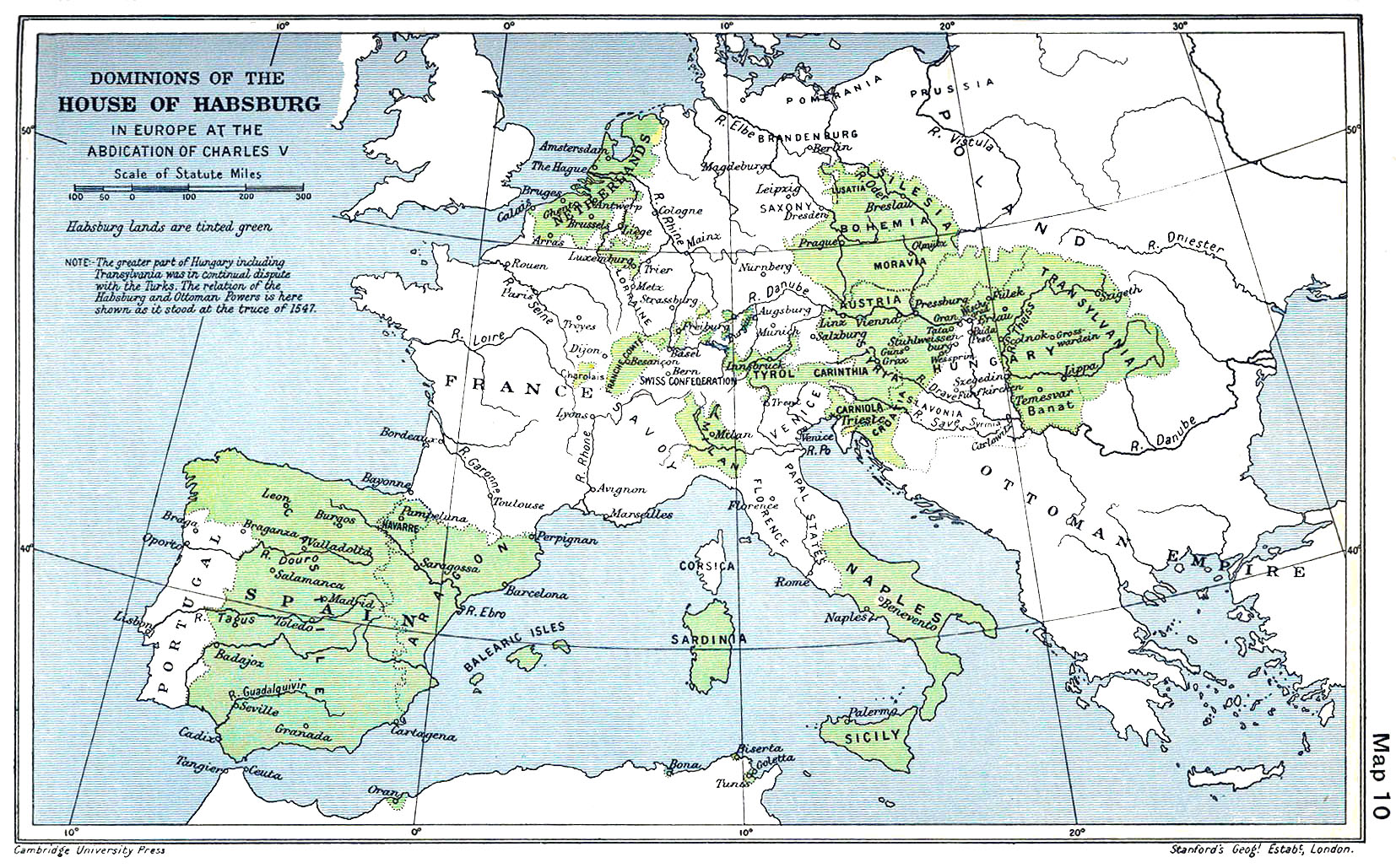
Herrschaftsbereich der Habsburger nach der Schlacht von Mühlberg (1547), die Ländereien der Habsburger sind grün gestrichen, wie im Cambridge Modern History Atlas (1912) gezeigt
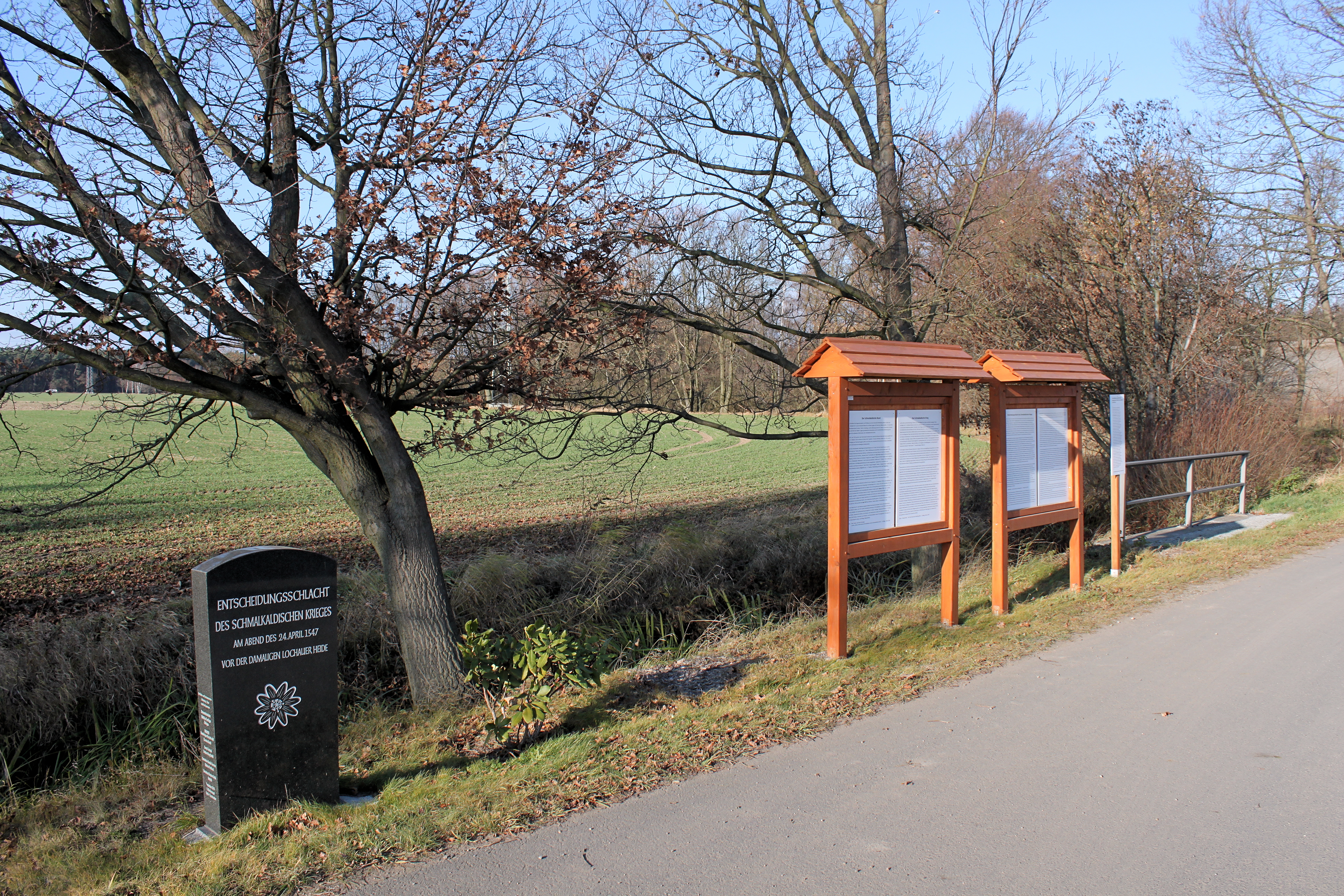
Denkmal und Texttafeln an der Stelle der Entscheidungsschlacht bei Falkenberg/Elster

## Musikalische Verarbeitung
- Der deutsch-französische Lautenist Gregoire Brayssing verarbeitete die Schlacht in seinem im „Battaglia“-Stil komponierten Schlachtengemälde La Guerre – Feldtschlacht wie der loblicher Churfurst Herizogk Iohans Friderich Von Sachsen Vor Mülberg gefangen ist worden, welches 1553 in Adrian Le Roys Viertem Buch für vierchörige Gitarre veröffentlicht wurde.[3]